# 大同科技園區
大同科技園區，是位於臺灣新北市樹林區的一個新興科技園區，面積7.4132公頃。原址原為臺灣菸酒公司樹林酒廠，2004年依都市更新計畫變更使用規劃而成為科技園區。

## 地理位置
樹林區位處新北市西部，北臨新莊區，西臨桃園市龜山區，南接三峽區，東面土城區。該科技園區就位在樹林區中心，距離國道3號土城交流道約2.6公里，距離台鐵樹林車站約500公尺，距樹林車站約10分鐘，由土城交流道上北二高為主要聯外道路，附近另有土城工業園區以構成群聚效應。

## 園區特色
大同科技園區主力推動綠色產業，因此要求進駐廠商必需遵行各相關污染管制法規，並以低原料、低成本、低廢料為目標成立「清潔生產示範區」。

## 進駐公司
製造業各行業設廠家數總計13家： 
金屬製品製造業：5家、紙漿、紙及紙製品製造業：1家、塑膠製品製造業：1家、電力設備製造業：4家、電子零組件製造業：8家、電腦、電子產品及光學製品製造業：5家、機械設備製造業：5家  
- 鴻松精密（8097-TW）
  - 營運總部:238新北市樹林區鎮前街163之1號
  - 資本額:4.75E NTD
  - 員工人數:1,562人
  - 生產項目:精密模具之設計製造與沖壓為核心技術，跨足行動電話週邊配件之研發與製造
- 立碁電子工業股份有限公司（8111-TW）[1]
  - 營運總部:238新北市樹林區博愛街238號
  - 資本額:14.6E NTD
  - 員工人數:220人
  - 生產項目:專注於設計、研發及製造全系列的光學零件(LED、太陽能)。
  - 相關企業:立碁光能股份有限公司、享慶科技股份有限公司
- 瑋鋒科技（興建中）
- 瑞傳科技（6105-TW）[2]
  - 營運總部:238新北市樹林區博愛街242號
  - 資本額:10.99E NTD
  - 員工人數:662人
  - 生產項目:專精於電子、機械、軟體及系統整合技術 的提昇(工業電腦生產)。
- 嘉聯益科技（6153-TW）[3]
  - 營運總部:238新北市樹林區博愛街248號
  - 資本額:32.23E NTD
  - 員工人數:5,900人
  - 生產項目:軟性電路板（FPC）之設計、開發、製造、加工及買賣之業務。
- 億光電子（2393-TW）

## 外部連結
- 大同科技園區簡介 （页面存档备份，存于）